# Letland op de Olympische Winterspelen 2010

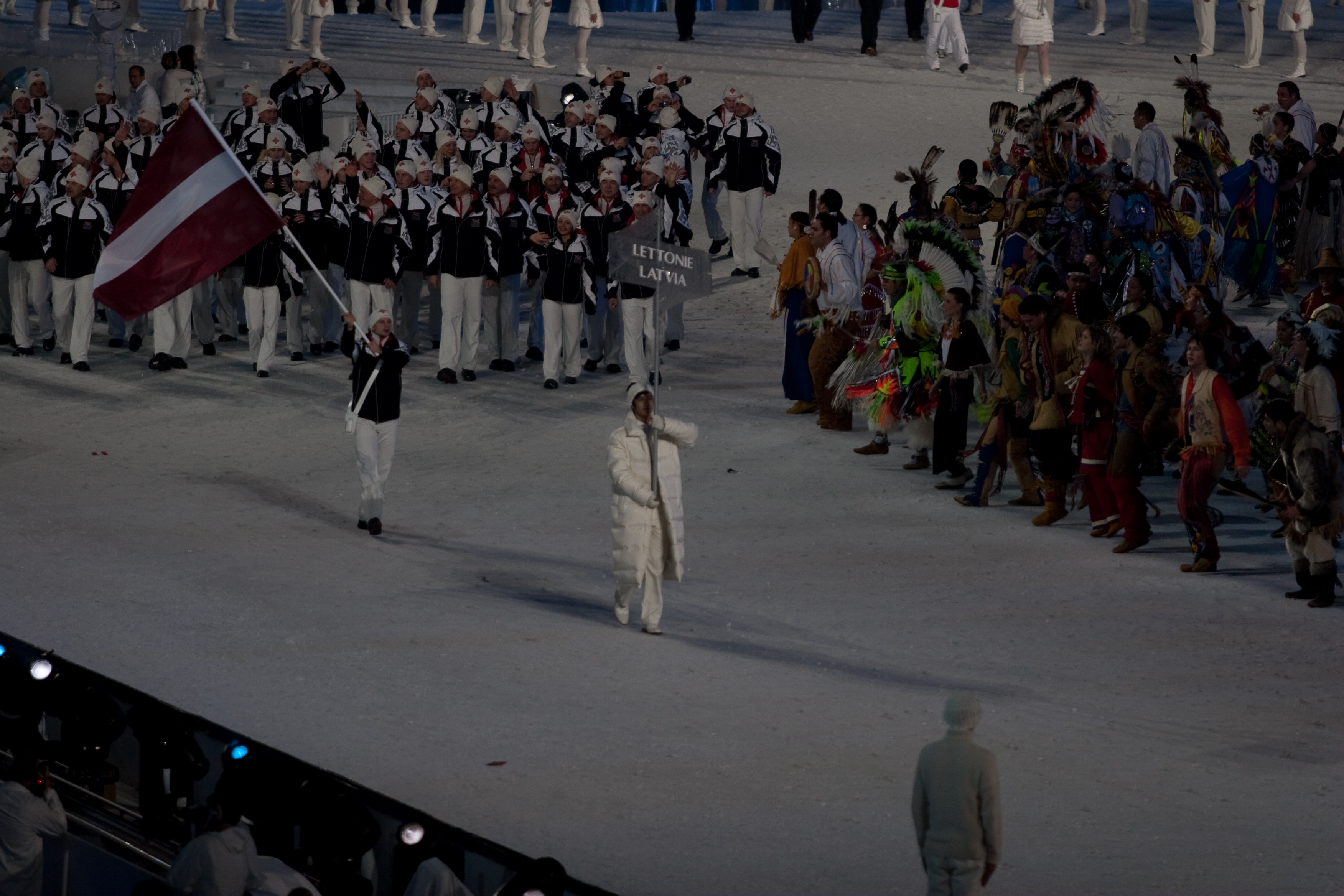
Het team van Letland bij de opening

Tijdens de Olympische Winterspelen van 2010, die in Vancouver (Canada) werden gehouden, nam Letland voor de negende keer deel aan de Winterspelen.

## Medailleoverzicht
| Sport    | Olympiër               | Discipline | Medaille |
| -------- | ---------------------- | ---------- | -------- |
| Rodelen  | Andris Sics Juris Sics | dubbel     | Zilver   |
| Skeleton | Martins Dukurs         | mannen     | Zilver   |

## Deelnemers en resultaten
Het overzicht van de deelnemers en resultaat per sport volgt binnenkort.

### Alpineskiën
| Olympiër           | Discipline          | Resultaat | Prestatie                          |
| ------------------ | ------------------- | --------- | ---------------------------------- |
| Roberts Rode       | Afdaling (m)        | 58e       | 2.03,36 (+9,05)                    |
| Roberts Rode       | Supercombinatie (m) | DNF       | DNF-1                              |
| Kristaps Zvejnieks | Reuzenslalom (m)    | 62e       | 2.58,62 (+20,79) 1.28,29+1.21,77   |
| Kristaps Zvejnieks | Slalom (m)          | 37e       | 1.51,29 (+11,97) — 53,82+57,47     |
|                    |                     |           |                                    |
| Liene Fimbauere    | Reuzenslalom (v)    | 51e       | 2.46,93 (+19,22) — 1.25,16+1.01,81 |
| Liene Fimbauere    | Slalom (v)          | 49e       | 2.02,11 (+19,22) — 1.00,30+1.01,81 |

### Biatlon
| Olympiër                                                            | Discipline                | Resultaat | Prestatie |
| ------------------------------------------------------------------- | ------------------------- | --------- | --- |
| Ilmārs Bricis                                                       | 10 km sprint (m)          | 14e       | 25.41,3 (+1.33,5) pen.: 2 (1 + 1)                                                                              |
| Ilmārs Bricis                                                       | 12,5 km achtervolging (m) | 32e       | 36.14,9 (+2.36,5) pen.: 4 (0 + 0 + 2 + 2)                                                                      |
| Ilmārs Bricis                                                       | 20 km individueel (m)     | 74e       | 56.33,9 (+8.11,4) pen.: 6 (3 + 1 + 1 + 1)                                                                      |
| Kaspars Dumbris                                                     | 20 km individueel (m)     | 73e       | 56.30,1 (+8.07,6) pen.: 5 (2 + 0 + 2 + 1)                                                                      |
| Kristaps Libietis                                                   | 10 km sprint (m)          | 64e       | 27.32,5 (+3,24,7) pen.: 1 (1 + 0)                                                                              |
| Kristaps Libietis                                                   | 20 km individueel (m)     | 70e       | 56.02,4 (+7.39,9) pen.: 3 (2 + 0 + 1 + 0)                                                                      |
| Edgars Piksons                                                      | 10 km sprint (m)          | 78e       | 28.23,0 (+4.15,2) pen.: 2 (1 + 1)                                                                              |
| Edgars Piksons                                                      | 20 km individueel (m)     | 37e       | 52.52,5 (+4.30,0) pen.: 2 (1 + 1 + 0 + 0)                                                                      |
| Andrejs Rastorgujevs                                                | 10 km sprint (m)          | 50e       | 27.05,3 (+2.57,5) pen.: 3 (2 + 1)                                                                              |
| Andrejs Rastorgujevs                                                | 12,5 km achtervolging (m) | 58e       | 41.35,9 (+7.57,5) pen.: 9 (2 + 2 + 3 + 2)                                                                      |
| Edgars Piksons Ilmārs Bricis Andrejs Rastorgujevs Kristaps Libietis | 4×7,5 km estafette (m)    | 19e       | 1:35.15,5 (+13.37,4) pen.: 7 (5+8 2+8) 26.11,5 (3+3 2+3) 21.47,2 (0+1 0+2) 23.31,6 (2+3 0+0) 23.45,2 (0+1 0+3) |
|                                                                     |                           |           | |
| Liga Glazere                                                        | 7,5 km sprint (v)         | 69e       | 22.47,7 (+2.52,1) pen.: 1 (0 + 1)                                                                              |
| Liga Glazere                                                        | 15 km individueel (v)     | 78e       | 50.20,3 (+9.27,5) pen.: 5 (3 + 0 + 1 + 1)                                                                      |
| Žanna Juškāne                                                       | 7,5 km sprint (v)         | 79e       | 23.32,4 (+3.36,8) pen.: 3 (1 + 2)                                                                              |
| Gerda Krumina                                                       | 7,5 km sprint (v)         | 48e       | 22.09,3 (+2.13,7) pen.: 1 (0 + 1)                                                                              |
| Gerda Krumina                                                       | 10 km achtervolging (v)   | 57e       | 37.58,7 (+7.42,7) pen.: 4 (0 + 2 + 1 + 1)                                                                      |
| Gerda Krumina                                                       | 15 km individueel (v)     | 69e       | 48.00,1 (+7.07,3) pen.: 4 (0 + 3 + 1 + 0)                                                                      |
| Madara Līduma                                                       | 7,5 km sprint (v)         | 57e       | 22.23,8 (+2.28,2) pen.: 4 (2 + 2)                                                                              |
| Madara Līduma                                                       | 10 km achtervolging (v)   | 38e       | 34.02,6 (+3.46,6) pen.: 3 (0 + 0 + 2 + 1)                                                                      |
| Madara Līduma                                                       | 15 km individueel (v)     | 67e       | 47.30,2 (+6.37,4) pen.: 6 (0 + 3 + 1 + 2)                                                                      |
| Žanna Juškāne Madara Līduma Liga Glazere Gerda Krumina              | 4×6 km estafette (v)      | 19e       | 1:18.56,2 (+9.19,9) pen.:4 (2+5 2+7 ) 21.06,7 (2+3 0+2) 18.09,7 (0+1 0+1) 20.51,6 (0+0 2+3) 18.48,2 (0+1 0+1)  |

### Bobsleeën
| Olympiër                                                        | Discipline      | Resultaat | Prestatie                               |
| --------------------------------------------------------------- | --------------- | --------- | --------------------------------------- |
| Edgars Maskalans Daumants Dreiškens                             | tweemansbob (m) | 8e        | 3.29,08 (52,16 / 52,32 / 52,17 / 52,43) |
| Edgars Maskalans Mihails Arhipovs Raivis Broks Pāvels Tulubjevs | viermansbob (m) | 11e       | 3.26,65 (51,60 / 51,42 / 51,85 / 51,78) |

Van de startgerechtige bobsleeën namen er bij de mannen twee niet aan de wedstrijden deel, één in de tweemansbob en één in de viermansbob.

### Langlaufen
| Olympiër      | Discipline              | Resultaat | Prestatie                          |
| ------------- | ----------------------- | --------- | ---------------------------------- |
| Jānis Paipals | sprint (m)              | kw.       | kwalificatie: 4.04,18 (+29,92) 62e |
| Jānis Paipals | 15 km vrije stijl (m)   | 72e       | 38.18,0 (+4.41,7)                  |
| Jānis Paipals | 30 km achtervolging (m) | 54e       | ingehaald                          |
|               |                         |           |                                    |
| Anete Brice   | 10 km vrije stijl (v)   | 70e       | 30.51,8 (+5.53,4)                  |

### Rodelen
| Olympiër                           | Discipline | Resultaat | Prestatie                                    |
| ---------------------------------- | ---------- | --------- | -------------------------------------------- |
| Mārtiņš Rubenis                    | mannen     | 11e       | 3.15,668 (48,818 / 48,381 / 49,210 / 48,809) |
| Inars Kivlenieks                   | mannen     | 18e       | 3.16,204 (48,960 / 49,065 / 49,259 / 48,920) |
| Guntis Rekis                       | mannen     | 26e       | 3.17,447 (49,275 / 49,625 / 49,476 / 49,071) |
|                                    |            |           |                                              |
| Maija Tīruma                       | vrouwen    | 9e        | 2.47,654 (41,773 / 41,933 / 42,012 / 41,936) |
| Anna Orlova                        | vrouwen    | 13e       | 2.48,305 (41,998 / 41,947 / 42,260 / 42,100) |
| Agnese Koklaca                     | vrouwen    | 24e       | 2.50,388 (42,627 / 42,334 / 43,091 / 42,336) |
|                                    |            |           |                                              |
| Andris Sics Juris Sics             | dubbel     | Zilver    | 1.22,969 (41,420 / 41,549)                   |
| Oskars Gudramovics Peteris Kalnins | dubbel     | 12e       | 1.23,995 (41,982 / 42,013)                   |

### Schaatsen
| Olympiër       | Discipline | Resultaat | Prestatie |
| -------------- | ---------- | --------- | --------- |
| Haralds Silovs | 5000 m (m) | 20e       | 6.35,69   |

### Shorttrack
| Olympiër       | Discipline | Resultaat | Prestatie                                                       |
| -------------- | ---------- | --------- | --------------------------------------------------------------- |
| Haralds Silovs | 500 m (m)  | 12e       | vr6: 41,673 (2e), kf4: 41,837 (3e)                              |
| Haralds Silovs | 1000 m (m) | 14e       | vr8: 1.25,951 (2e), kf4: 1.50,292 (4e)                          |
| Haralds Silovs | 1500 m (m) | 10e       | vr6: 2.14,900 (2e), hf3: 2.14,009 (4e), b-finale: 2.19,435 (4e) |

### Skeleton
| Olympiër       | Discipline | Resultaat | Prestatie                               |
| -------------- | ---------- | --------- | --------------------------------------- |
| Martins Dukurs | mannen     | Zilver    | 3.29,80 (52,32 / 52,59 / 52,28 / 52,61) |
| Tomass Dukurs  | mannen     | 4e        | 3.31,13 (52,94 / 52,88 / 52,62 / 52,69) |

### IJshockey
| Olympiër | Discipline | Resultaat          | Prestatie                                                                                     |
| --- | ---------- | ------------------ | --------------------------------------------------------------------------------------------- |
| Ģirts Ankipāns Oskars Bārtulis Armands Bērziņš Mārtiņš Cipulis Lauris Dārziņš Kaspars Daugaviņš Guntis Galviņš Mārtiņš Karsums Rodrigo Laviņš Edgars Masaļskis Gints Meija Ervīns Muštukovs Sergejs Naumovs Aleksandrs Ņiživijs Miķelis Rēdlihs Georgijs Pujacs Krišjānis Rēdlihs Arvīds Reķis Aleksejs Širokovs Kārlis Skrastiņš Kristaps Sotnieks Jānis Sprukts Herberts Vasiļjevs | mannen     | kwalificatie ronde | Groep B: 2- 8 Rusland 2- 5 Tsjechië 0- 6 (nv) Slowakije Kwalificatieronde: 2- 3 (nv) Tsjechië |

Albanië · Algerije · Andorra · Argentinië · Armenië · Australië · Azerbeidzjan · België · Bermuda · Bosnië en Herzegovina · Brazilië · Bulgarije · Canada · Chili · China · Chinees Taipei · Colombia · Cyprus · Denemarken · Duitsland · Estland · Ethiopië · Finland · Frankrijk · Georgië · Ghana · Griekenland · Groot-Brittannië · Hongarije · Hongkong · Ierland · IJsland · India · Iran · Israël · Italië · Jamaica · Japan · Kaaimaneilanden · Kazachstan · Kirgizië · Kroatië · Letland · Libanon · Liechtenstein · Litouwen · Macedonië · Marokko · Mexico · Moldavië · Monaco · Mongolië · Montenegro · Nederland · Nepal · Nieuw-Zeeland · Noord-Korea · Noorwegen · Oekraïne · Oezbekistan · Oostenrijk · Pakistan · Peru · Polen · Portugal · Roemenië · Rusland · San Marino · Senegal · Servië · Slovenië · Slowakije · Spanje · Tadzjikistan · Tsjechië · Turkije · Verenigde Staten · Wit-Rusland · Zuid-Afrika · Zuid-Korea · Zweden · Zwitserland